# Eugenia von Skene

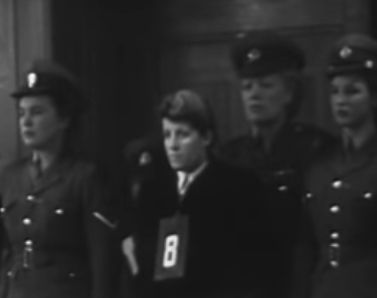
Eugenia von Skene (1947)

Eugenia von Skene (* 30. Oktober 1906 in Birkenfeld, Fürstentum Birkenfeld; † unbekannt) war Kapo im KZ Ravensbrück.
Von Skene, die als Telefonistin arbeitete, wurde im Juli 1939 wegen Spionageverdachts verhaftet und am 28. Oktober 1939 ins Frauen-KZ Ravensbrück gebracht, wo sie bis zur Befreiung des Lagers im Frühjahr 1945 inhaftiert war. Während ihrer Haft wurde sie Kapo und Blockälteste. Nach dem Krieg wurde sie beschuldigt, Mithäftlinge durch Schläge misshandelt zu haben. Sie gab die Schläge zu, behauptete aber, nie einen Häftling so stark geschlagen zu haben, dass er blutete oder wegen der Schläge ins Krankenrevier musste.
Eugenia von Skene wurde in Hamburg im ersten Ravensbrück-Prozess, in dem sie angab, aufgrund ihrer Ehe britische Staatsbürgerin zu sein, zu zehn Jahren Gefängnis verurteilt. Im Rahmen einer Weihnachtsamnestie wurde sie am 21. Dezember 1951 vorzeitig aus der Haft entlassen.